# Daniel Guimond
Daniel Guimond, né à Montréal le 21 septembre 1959, est un écrivain et artiste pluridisciplinaire québécois.

## Œuvres
Roman
- Pourquoi cela n'arrive qu'à moi ?, 1999

Poésies
- Les Alentours, 1997
- Continuum, 1991
- Ne jamais rien dire, 1989
- Faim plastique, 1978